# 青山華依
青山 華依（あおやま はなえ、2002年8月26日 - ）は、大阪府出身の陸上競技選手。専門は短距離走および走幅跳。2020年東京オリンピック日本代表選手。甲南大学に在学。
自己ベスト記録は100mが11秒47、200mが23秒60。
U20室内女子60m日本記録保持者。U20女子100m日本歴代5位タイ。

## 来歴
一人っ子として育つ。そのためか、団体競技は苦手だったと述べている。
父は4×100ｍリレーで、母は走高跳でインターハイ優勝の実績を持つ。小学5年生の時に、陸上選手だった両親の影響で陸上競技を始める。幼児の頃には新体操、小学生時代まではスケートも習っていた。
大阪高校では金丸祐三らを育てた小塚教諭の指導を受けた。2年生の第103回日本陸上競技選手権大会の100mで3位に入賞した（ただし本人は「まぐれ」と話している）。
高校卒業後は甲南大学に進学し同大学女子陸上競技部に所属。その理由については、陸上競技の先輩が進学していたことと、自宅から通学可能な点だったと述べている。また別のインタビューでは甲南大学で指導している伊東浩司が信頼できる指導者だと伝聞したことも理由だとしている。
大学では前記の伊東浩司の指導を受けている。
2021年3月の世界リレー選手権日本代表選考トライアルに100mで11秒56（向かい風0.4m）で優勝して2020年東京オリンピックの女子4×100mリレーの選手に選出される。2020年東京オリンピック陸上女子4×100mリレー予選に、1走として兒玉芽生、斎藤愛美、鶴田玲美と共に出場したが、43秒44で1組7着となり決勝には進めなかった。
2022年7月1日に、2022年世界陸上競技選手権大会の女子4×100mリレー代表に選出される。1走として出場した本番では予選7位敗退ではあったが、11年ぶりの日本新記録となる43秒33を樹立した。
2023年2月、ハードル練習中に左膝前十字靭帯断裂と内側半月板損傷の故障を発症し、入院手術を受けたためその年のシーズンをほぼ棒に振る形となった。

## 競技スタイル
167cmの長身を活かしたストライド走法が特徴。憧れの選手は和田麻希。指導している伊東は「頭の回転はよくて何が必要かもわかっているので、陸上脳のほうが先行している選手かもしれないし、運もたぐり寄せるタイプですね」と評している。

## 主な競技歴
- 2019年 日本選手権 女子100m 3位
- 2020年 日本選手権 女子100m 4位
- 2021年 日本選手権 室内 U20 女子60m 優勝
- 2021年 世界リレートライアル 女子100m 優勝
- 2022年 室内陸上日本選手権 女子60m 優勝
- 2022年 日本学生個人選手権 女子100m 優勝

## 自己ベスト
- 60m ：  7秒36  2022年3月13日  室内陸上日本選手権（日本歴代2位）
- 100m：11秒47  2022年4月16日 日本学生個人選手権
- 200m：23秒60  2022年5月3日 静岡国際陸上競技大会
- 走幅跳：  5m25  2021年10月24日 東大阪記録会